# Ладзари, Костантино
Костантино Ладзари (итал. Costantino Lazzari; 1 января 1857, Кремона — 29 декабря 1927, Рим) — итальянский политик, деятель итальянского рабочего движения, один из основателей и главных руководителей Итальянской социалистической партии, журналист.

## Биография
В молодости — ремесленник, был членом левых профсоюзов.
Участвовал в основании в 1882 году Итальянской рабочей партии (итал. Partito Operaio Italiano) и в 1892 году — Итальянской социалистической партии (ИСП). В начале XX века с обострением борьбы течений в ИСП был одним из лидеров левого крыла; в 1912—1919 годах — секретарь партии. Участник парламентских выборов в Италии (1913).
Как представитель революционного течения «максималистов» вёл борьбу против реформистов, однако, стремясь избежать раскола ИСП, занимал центристские позиции. Во время Первой мировой войны 1914—1918 выдвинул пацифистский лозунг «не участвовать и не саботировать», ставший официальной платформой ИСП. Участник Циммервальдской (1915) и Кинтальской (1916) конференций. Выступал за присоединение ИСП к Коминтерну.
В 1922 году исключен из ИСП по обвинению в том, что был близким союзником вновь созданной итальянской компартии и выступал за присоединение ИСП к Коммунистическому Интернационалу.
Стал руководителем группы сторонников Коминтерна в ИСП («третьеинтернационалистов»), но к Итальянской коммунистической партии не примкнул. Депутат парламента (1919—1926).
В период господства фашизма — активный участник антифашистской оппозиции. После установления фашистского режима Бенито Муссолини Лаццари подвергся преследованиям как социалист и умер в нищете в 1927 году.